# Reserva índia Wabamun 133B
La Reserva índia Wabamun 133B és una reserva índia a Alberta en la Divisió Núm. 11. És una de les tres reserves sota govern de la Banda Paul de la nació Nakoda. Està situada al comtat de Parkland al marge oriental del llac Wabamun. La vila d'estiu de Kapasiwin, la reserva índia Wabamun 133A i el llogaret de Duffield són adjacents a Wabamun 133B per l'oest i sud respectivament.

## Demografia
En 2006 Wabamun 133B tenia 20 persones vivint en 5 habitatges. La reserva índia té una superfície d'1,94 km² i una densitat de població de 10,3 h/km².